# Aéroport international d'Angola
L'aéroport international d'Angola (en portugais : Aeroporto Internacional de Angola) est le nouvel aéroport de Luanda, en Angola, situé à Bom Jesus dans la municipalité de Ícolo e Bengo. D'une capacité de 15 millions de passagers par année, les vols cargos commenceront le 10 novembre 2023, tandis que les vols réguliers de passagers commenceront eux durant le premier trimestre de 2024.

## Histoire
Après la décision du gouvernement angolais de construire un nouvel aéroport dans la capitale pour remplacer l'aéroport de Luanda-Quatro de Fevereiro, le début des travaux ont commencé en 2004 par le consortium chinois China International Fund. En août 2012, il a été conclu la piste nord, avec 3 800 mètres de longueur et 60 mètres de largeur, où peuvent atterrir et décoller les avions du type Boeing 747. La piste sud, de 4 000 mètres de longueur et 75 de large, permettra à l'atterrissage et le décollage des avions comme l'Airbus A380. L'infrastructure comprend le tracé des rues, la clôture et l'illumination pour l’appui à la navigation, des lignes de signalisation, ainsi qu'un poste de contrôle.
Le terminal construit a une surface de 160 000 m² avec la capacité jusqu'à 15 millions des passagers par an, et l'aérogare de fret atteint lui 6 200 m² avec une capacité de 35 000 tonnes des frets par an.
Il a été annoncé le 1er septembre 2023 que l'inauguration de l'aéroport, ainsi que le début des opérations de fret, commencerons le 10 novembre 2023, alors que les premiers vols de passagers auront lieu durant le premier trimestre de 2024

## Compagnies aériennes et destinations
Les compagnies aériennes suivantes devraient opérer des vols réguliers et charters à destination et en provenance du nouvel aéroport une fois les opérations transférées depuis l'aéroport Quatro de Fevereiro :
| Compagnies aériennes | Destinations |
| -------------------- | --- |
| Air France           | Paris-Charles-de-Gaulle, Pointe-Noire |
| Airlink              | Johannesbourg–OR Tambo |
| ASKY                 | Lomé |
| Brussels Airlines    | Bruxelles, Kinshasa–N'djili |
| Emirates             | Dubaï–International |
| Ethiopian Airlines   | Addis-Abeba |
| Fly Angola           | Benguela , Dundo , Saurimo |
| Kenya Airways        | Brazzaville, Nairobi-Jomo Kenyatta |
| Lufthansa            | Francfort |
| Qatar Airways        | Doha |
| Royal Air Maroc      | Casablanca |
| TAAG Angola Airlines | Abidjan , Accra , Brazzaville , Cabinda , Le Cap , Catumbela , Dundo , Durban, Harare , Huambo , Johannesburg–OR Tambo , Kinshasa–N'djili , Kuito , Lagos , Lisbonne , Lubango , Luena , Lusaka , Madrid , Maputo , Menongue , Moçâmedes , Ondjiva , Pointe-Noire, São Paulo–Guarulhos , São Tomé , Saurimo , Soyo , Uíge , Windhoek–Hosea Kutako Saisonnier : La Havane, Porto |
| - TAP Air Portugal   | Lisbonne, Porto |
| Turkish Airlines     | Istanbul, Libreville |

## Situation
'
| \| 100 km1:5 636 000 \| Cabinda Catumbela Huambo Kuito Luanda Lubango Luéna Ménongue Moçâmedes Ondjiva Saurimo Soyo M'banza · Congo Aéroport international d'Angola |
| 100 km1:5 636 000 |

Carte statique des aéroports de l'Angola.Carte dynamique des aéroports de l'Angola.